# Sebastian Tamm
Carl Sebastian Hugosson Tamm, švedski veslač, * 1. december 1889, Löt, † 26. september 1962, Upplands Väsby.
Tamm je veslal za klub Stockholms Roddklubb , za katerega je nastopil na Poletnih olimpijskih igrah 1912 v Stockholmu v disciplini osmerec. Švedski čoln je bil izločen v prvi predtekmovalni skupini.